# Crataegus sheila-phippsiae
Crataegus sheila-phippsiae är en rosväxtart som beskrevs av James Bird Phipps och O'kennon. Crataegus sheila-phippsiae ingår i Hagtornssläktet som ingår i familjen rosväxter. Utöver nominatformen finns också underarten C. s. saskatchewanensis.